# Clara Petrozzi
Clara Petrozzi (nacida Clara Cristina Petrozzi Helasvuo, 30 de diciembre de 1965) es una violinista, violista, musicóloga y compositora finlandesa de origen peruano.

## Biografía
Nació en Lima, Perú. Es hija de la violonchelista finlandesa radicada en Perú, Annika Helasvuo (hermana del flautista Mikael Helasvuo). Estudió violín desde 1972, en Lima y Quito, Ecuador, con los profesores Dee Martz, Manuel Díaz, Mario Ortiz, Egon Fellig y Yolanda Kronberger. En Lima, Clara fue miembro de diversos conjuntos de cámara y orquestas juveniles. Fue solista de viola con las orquestas Sinfónica Nacional, del Conservatorio y de la Camerata de Lima. 
Estudió pedagogía Suzuki, con Marilyn O’Boyle y trabajó como profesora de violín desde 1983. Es profesora graduada de la Asociación Suzuki de Europa (European Suzuki Association), recibió el diploma de profesora de violín en noviembre de 2005. En Finlandia estudió viola con Jouko Mansnerus de 1990 a 1996 y en el Instituto de Música de Espoo. 
Como parte de sus estudios de musicología estudió composición y orquestación con Harri Vuori en la Universidad de Helsinki de 1999 a 2001, estrenando sus obras en Finlandia y en Perú. Trabaja como profesora de violín en la Escuela de música Orbisnki en Espoo y de viola en la Escuela de música de Käpylä en Helsinki, Finlandia. 
La tesis de maestría aprobada en la Universidad de Helsinki analiza la obra Homenaje a Stravinsky del compositor peruano Édgar Valcárcel y su relación con elementos de la música popular. Su tesis de doctorado, presentada en 2009 en la misma universidad, tiene como tema la música orquestal peruana desde 1945 hasta 2005, e incluyen un catálogo publicado en Internet, que se puede visitar en  Archivado el 14 de septiembre de 2016 en Wayback Machine..
Clara Petrozzi ha participado en seminarios organizados por el Centro Iberoamericano de la Universidad de Helsinki con ponencias sobre la música orquestal peruana (2003, 2004); en los seminarios Nuevos vientos en musicología de la Universidad de Helsinki (2004, 2005, 2006 y 2008), en el Congreso nacional de musicología de Finlandia en la Universidad de Tampere (2008), en el Congreso sobre Multiculturalismo y Artes en la Universidad de Turku (2008) y en el congreso de la Latin American Studies Association (LASA), en Río de Janeiro (2009). En el año 2006, obtuvo el Premio de Musicología del Conservatorio Nacional de Música de Lima, Perú.
Es también miembro del Círculo de Composición del Perú y miembro fundador de Aurinko, asociación dedicada a la difusión e interpretación de la música de arte latinoamericana en Finlandia.

## Artículos
- "Nacionalismo, modernismo y uso del folklore en el Homenaje a Stravinsky de Edgar Valcárcel". Conservatorio (Lima) nro. 9-10, diciembre de 2002. 10-32.

- "Modernismo e influencia de la música popular: Tres obras orquestales de Celso Garrido-Lecca". Conservatorio (Lima) nro. 14, diciembre de 2006. 22-33.

## Composiciones
- Dúo para clarinete y piano, 1999. Estreno: Universidad de Helsinki.
- Cuarteto para dos flautas y percusión, 2000. Estreno: Universidad de Helsinki.
- Niin pienestä kiinni (Por poco) para cuerdas, 2001. Estreno: Orquesta de la ciudad de Mikkeli, Finlandia.
- Tikka tanssi (Danza del pájaro carpintero) para coro de niños, texto: Kanteletar, 2001. Estreno: Sympaatti.
- Jouluna Jumala syntyi (Dios nació en Navidad) para coro de niños y conjunto instrumental. Encargo del colegio Rudolf Steiner. Publicada en el CD Lehtikuusi soi.
- Dúo para viola y piano, 2008. Estreno: Villa Aino Ackté, Helsinki.
- Interno para chelo solo, 2009. Estreno: Bienal de Chelo de Lima, 2009.
- Näyt (Visiones), fluauta, viola, chelo y contrabajo, 2012. Estreno: 2012 Aurinko, Stoa Helsinki.
- Secreto, ópera de cámara, libreto de Maritza Núñez, 2012. Estreno: Lima.
- Quinteto de cuerdas, 2013. Estreno: Aurinko, Metropolia hall, Helsinki.
- El árbol, voz y guitarra, texto de Alfredo Queirolo, 2015. Estreno: Metropolia, Helsinki.
- Variaciones sobre un tema de Jordy viola sola, 2018. Estreno: Clara Petrozzi, Kulttuuritalo Laikku, Tampere, Finlandia, 17.9.2020
- La amistad coro de niños, 2020. Sin estrenar.
- Colaboración en la ópera virtual Eclipses (escena 12),libreto de Maritza Núñez, 2020. Estreno en internet 2020.